# Hans Mettel

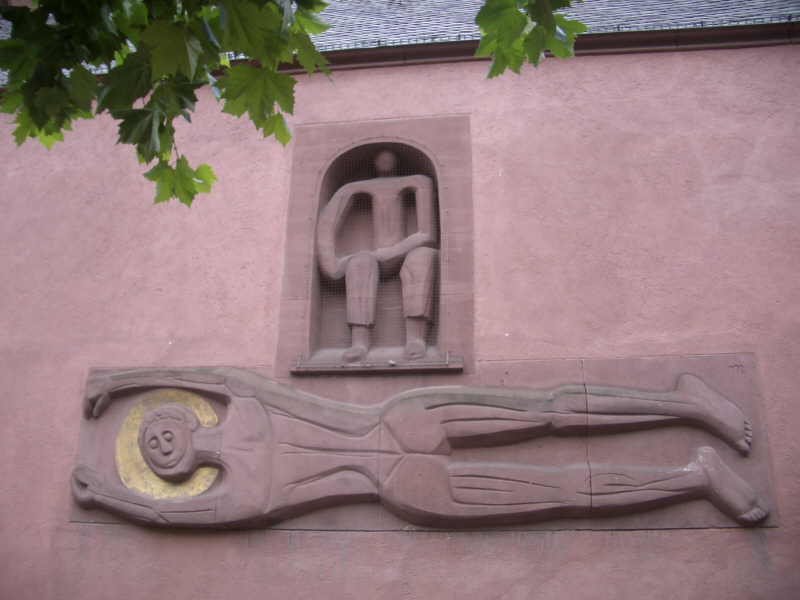
Bartholomäusfries am Frankfurter Dom, 1957

Hans Mettel (* 10. April 1903 in Salzwedel, Deutschland; † 23. Januar 1966 in Falkenstein im Taunus) war ein deutscher Bildhauer und Medailleur, Sohn einer bekannten Salzwedeler Steinmetzfamilie.

## Leben
Hans Mettel wurde 1903 in Salzwedel als Sohn des Steinmetzmeisters Carl Mettel geboren. Er besuchte von 1913 an das Königlich-humanistische Gymnasium in seinem Heimatort. Im Jahr 1921 zog Mettel nach Dresden und absolvierte dort bis 1923 eine Ausbildung als Steinbildhauer. Dann wechselte er an die Preußische Akademie der Bildenden Künste und wurde von 1925 bis 1928 Meisterschüler bei Hugo Lederer und Edwin Scharff.
Mettel erhielt nach mehreren Ausstellungen im Jahre 1930 den Rom-Preis mit Studienaufenthalt. Von 1930 bis 1931 absolvierte er diesen Studienaufenthalt als Stipendiat der Preußischen Akademie der Künste in der Villa Massimo in Rom. Nach seiner Rückkehr arbeitete Mettel ab 1931 als freischaffender Künstler in Berlin.
1936 wurde seine Kunst unter dem nationalsozialistischen Regime als „entartet“ deklariert. Er erhielt Ausstellungsverbot. Im Zuge der Beschlagnahmeaktion „Entartete Kunst“ der Nationalsozialisten wurden 1937 drei seiner Skulpturen aus der Nationalgalerie Berlin, der Städtischen Kunsthalle Mannheim sowie aus Berliner Staatsbesitz beschlagnahmt. Zwei der Werke sind als zerstört verzeichnet.
Während des Zweiten Weltkriegs war er als Soldat von 1940 bis 1945 zwangsverpflichtet; er geriet in französische Kriegsgefangenschaft. Aus dieser kehrte er 1946 nach Salzwedel zurück.
1947 erhielt er die Berufung zu einem Lehrstuhl als Professor und Leiter der Bildhauerklasse der Städelschule in Frankfurt am Main. Arnold Bode berief ihn 1953 in den „Club 53“. 1952 war er Juror der Kunstausstellung Eisen und Stahl, von 1950 bis 1956 Direktor der Städelschule. Zu seinen Schülern dort zählte der Bildhauer Willi Schmidt.
Hans Mettel war Mitglied im Deutschen Künstlerbund, von 1955 bis 1960 gehörte er dessen Vorstand an.
Er starb am 23. Januar 1966 in seinem Haus in Falkenstein im Taunus.
In seiner Geburtsstadt Salzwedel sind noch wenige Kunstwerke von Mettel erhalten, die Brunnenfigur auf dem Hof der Kreismusikschule (hinter dem Geburtshaus von Jenny Marx), das Gefallenendenkmal im Jahngymnasium und verschiedene Grabmale.

## Auszeichnungen
- 1931: Staatspreis in Rom, für seine Werke.
- 1957: Kunstpreis der Stadt Darmstadt

## Werke
Mettels figurale Plastiken waren bedeutende Beiträge zum bildhauerischen Schaffen im Deutschland der 1950er und 1960er Jahre und haben internationale Relevanz. So war er zum Beispiel Teilnehmer der documenta 1 (1955), der documenta II (1959) und der documenta III (1964) in Kassel.

## Galerie

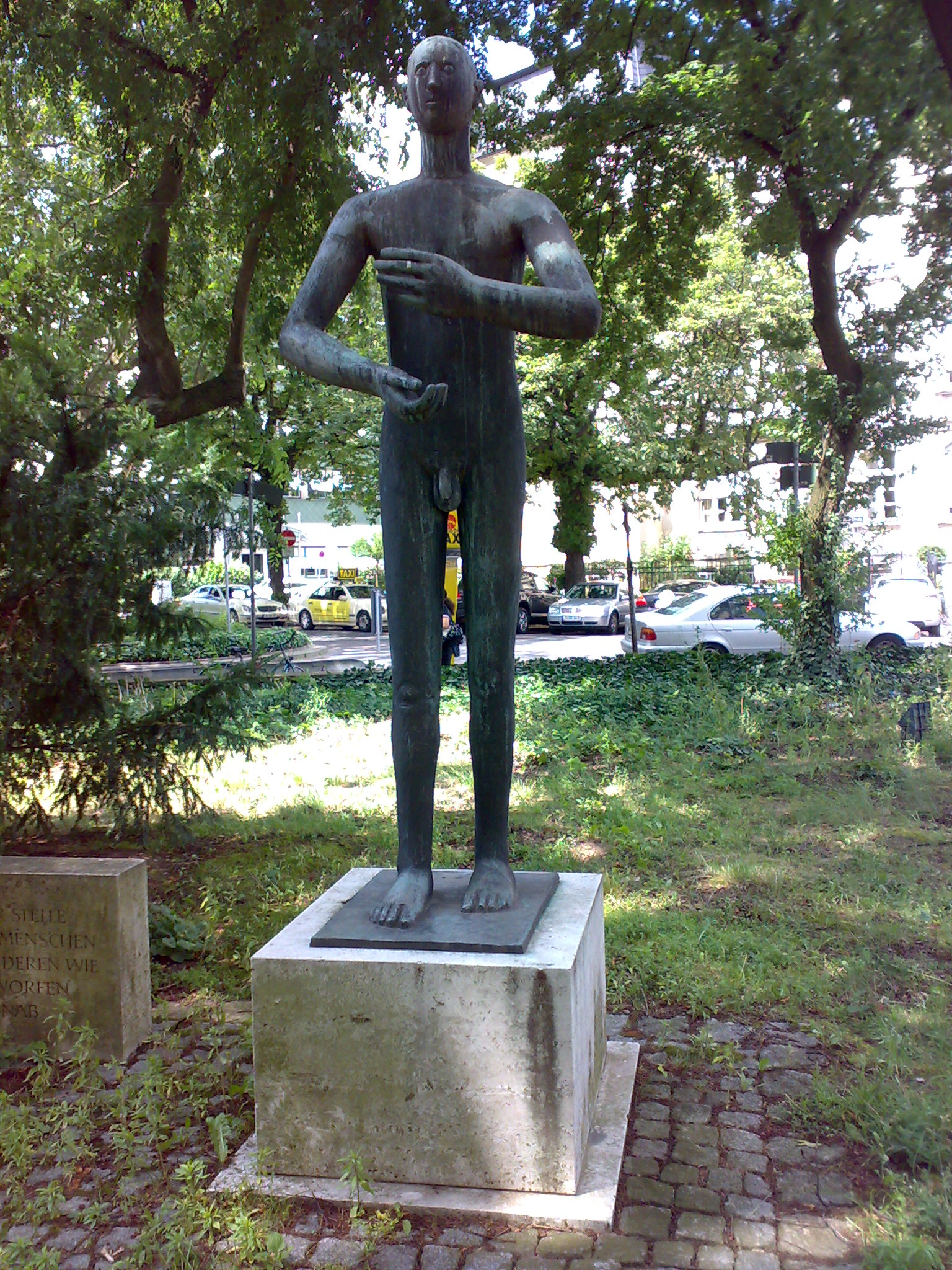
Hölderlin-Gedenkstätte im Frankfurter Westend
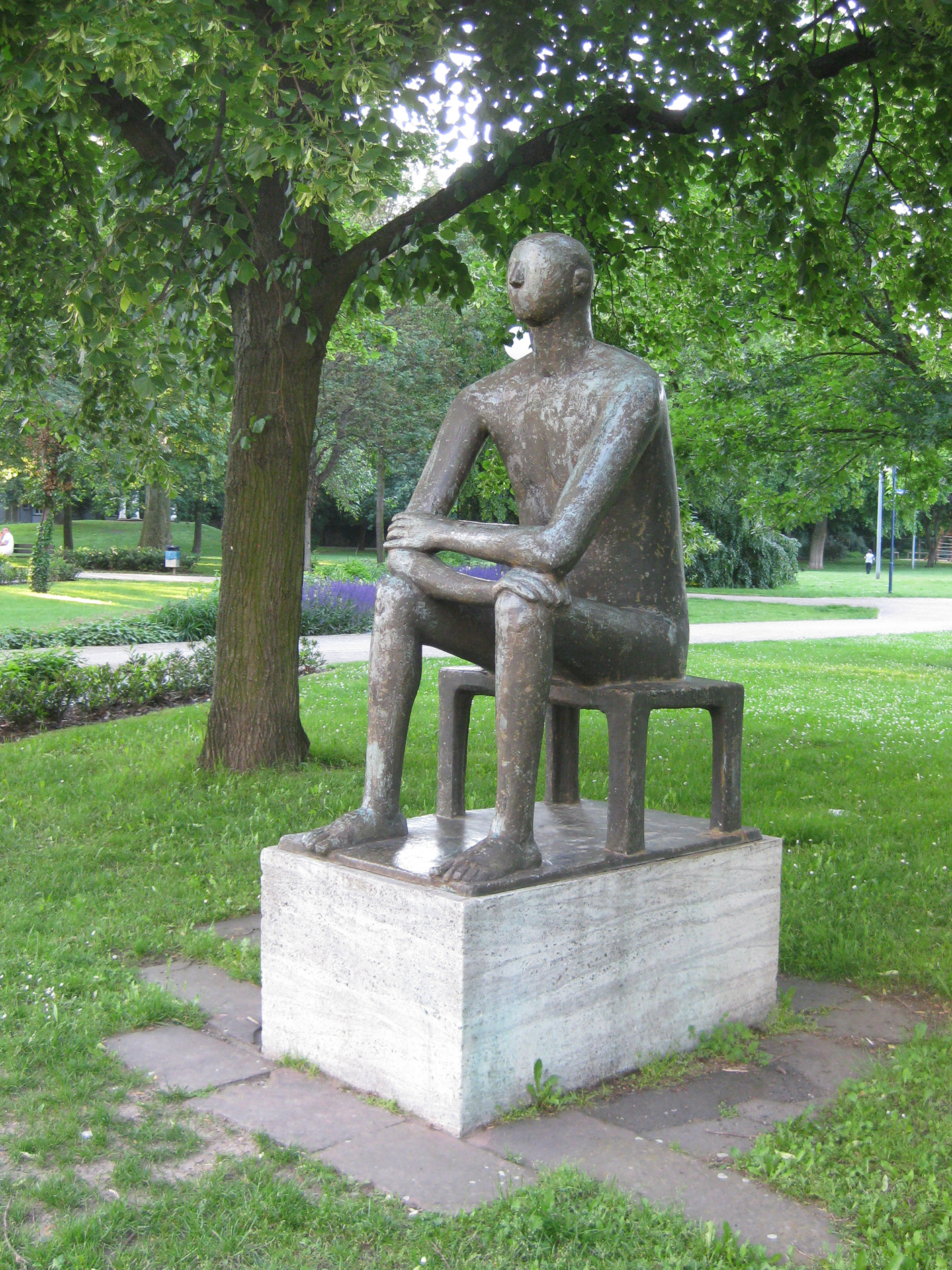
Sitzender im Büsing-Park in Offenbach am Main
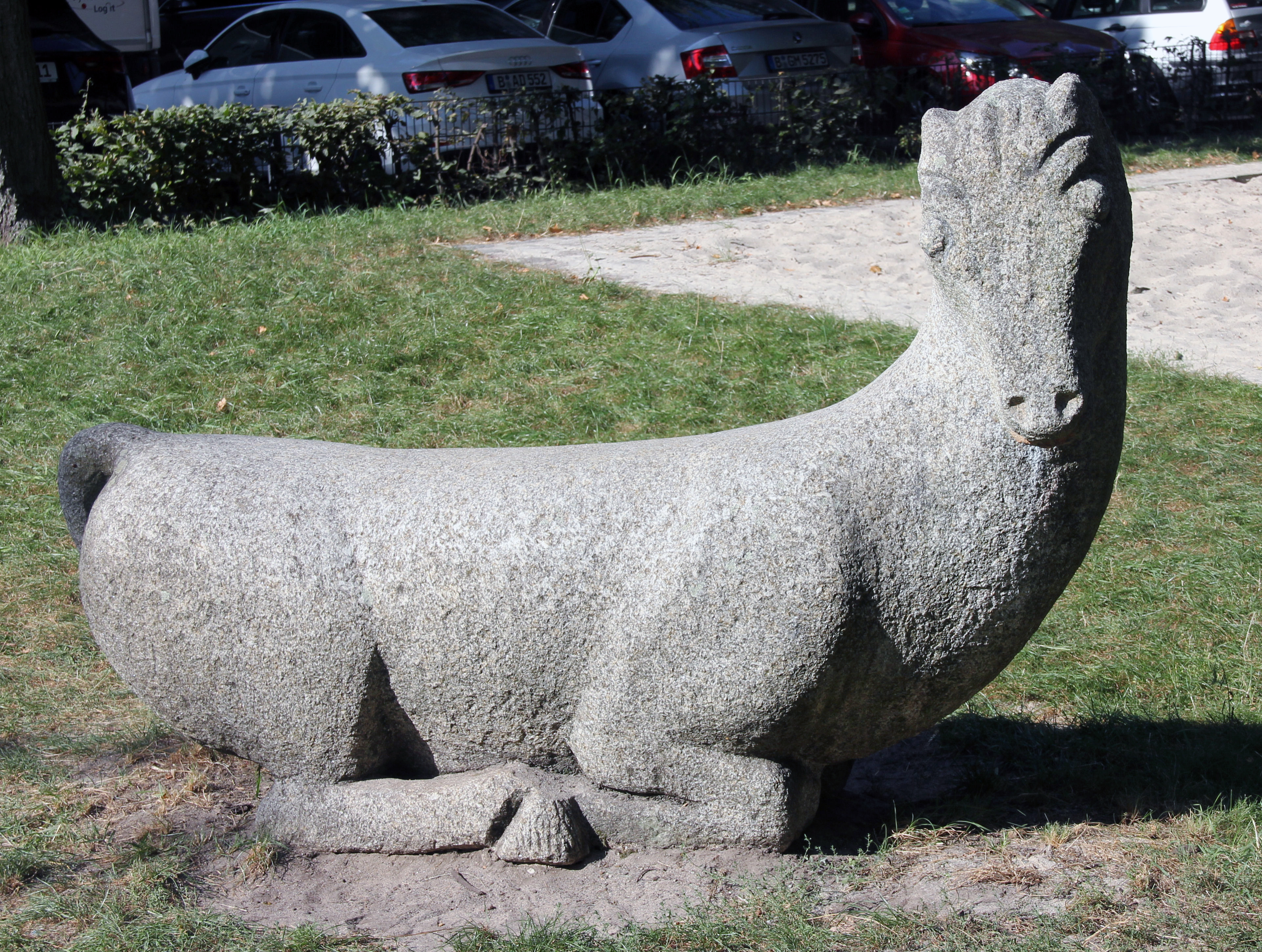
Liegendes Pferd, 1966, Berlin-Tiergarten